# Campeonato Carioca de Showbol de 2013
O Campeonato Carioca de Showbol de 2013, é a quarta edição deste campeonato regional da modalidade esportífica Showbol.
O Campeonato conta com 8 times do estado do Rio de Janeiro, divididos em 2 grupos.. Pelo regulamento o time de melhor campanha tem a vantagem do empate no caso de prorrogação.

## Primeira fase

### Grupo A
| Time              | Pts | J | V | E | D | GP | GC | SG |
| ----------------- | --- | - | - | - | - | -- | -- | -- |
| Flamengo          | 9   | 3 | 3 | 0 | 0 | 28 | 20 | 8  |
| America           | 3   | 3 | 1 | 0 | 2 | 27 | 22 | 5  |
| Casimiro de Abreu | 3   | 3 | 1 | 0 | 2 | 25 | 31 | -6 |
| Fluminense        | 3   | 3 | 1 | 0 | 2 | 26 | 33 | -7 |

- Casimiro de Abreu 12x10 Fluminense
- Flamengo 7x6 América
- Casimiro de Abreu 4x11 América
- Flamengo 11x5 Fluminense
- Casimiro de Abreu 9x10 Flamengo
- Fluminense 11x10 América

### Grupo B
| Time          | Pts | J | V | E | D | GF | GC | SG  |
| ------------- | --- | - | - | - | - | -- | -- | --- |
| Vasco da Gama | 7   | 3 | 2 | 1 | 0 | 44 | 21 | 23  |
| Botafogo      | 7   | 3 | 2 | 1 | 0 | 34 | 21 | 13  |
| Volta Redonda | 3   | 3 | 1 | 0 | 2 | 21 | 23 | -2  |
| Porto Real    | 0   | 3 | 0 | 0 | 3 | 20 | 46 | -26 |

- Vasco 13x5 Volta Redonda
- Porto Real 8x12 Botafogo
- Porto Real 5x12 Volta Redonda
- Botafogo 9x9 Vasco
- Botafogo 13x4 Volta Redonda
- Porto Real 7x22 Vasco

## Fase final

### Semi-Final
Vasco 4(1) x (1)4 América 
Flamengo 7 x 9 Botafogo 

### Final
Vasco 7 x 6 Botafogo

## Premiação
| Campeão Carioca 2013 Showbol |
| Rio de Janeiro               |
| ---------------------------- |
| VASCO (1º Título)            |

Melhor jogador:Pedrinho (Vasco da Gama)